# Nassophorea
Nassophorea es una clase de protistas del filo Ciliophora. Sus miembros son de vida libre, generalmente de agua dulce, pero también habitan en ambientes marinos y suelos. La boca es anterior ventral y conduce a una citofaringe curvada apoyada en un conjunto prominente de barras de soporte o nematodesma, formando una estructura denominada cirto (o nasse), típica de esta clase y de algunas otras. Cuando se presentan, los extrusomas toman la forma de tricocistos fibrosos. Los cilios son generalmente monocinétidas, pero varían dependiendo del orden.
Synhymeniida y Nassulida presentan sobre todo cilios uniformes que surgen de monocinétidas. Los miembros del primer grupo y algunos del segundo presentan series de policinétidas pequeñas que comienzan bajo la boca y terminan en el lado izquierdo del cuerpo y a veces casi circundan la célula (se denominan frange o synhymenium). Otras formas tienen solamente tres membranelas orales que se extienden a veces fuera de la cavidad bucal, con o sin una membrana paroral. Son especies generalmente de tamaño medio (a veces más grandes) y con forma de cilindro.
Microthoracida presenta típicamente tres o más membranelas orales, con al menos un vestigio de membrana paroral originado durante la división de la célula. Los cilios corporales son escasos y se presentan a menudo como dicinétidas. El género marino Discotricha presenta policinétidas de tipo cirro. Son especies generalmente pequeñas y con forma de elipsoide o  media luna, con el lado derecho del cuerpo curvado hacia fuera y generalmente con una cobertura rígida.
Nassophorea, tal como fue inicialmente definida por Small y Lynn en 1981, incluía también Peniculidas, y en una subclase separada, Hypotrichia. Esquemas más recientes incluyen solamente una colección relativamente pequeña de formas menos conocidas.